# Lispe nigrimana
Lispe nigrimana är en tvåvingeart som först beskrevs av Malloch 1923.  Lispe nigrimana ingår i släktet Lispe och familjen husflugor. Inga underarter finns listade i Catalogue of Life.